# برسکوو
برسکوو (به لاتین: Brskovo) یک منطقهٔ مسکونی در مونته‌نگرو است که در مویکوواس واقع شده‌است. برسکوو ۲۲۲ نفر جمعیت دارد.